# Semidalis nimboiformis
Semidalis nimboiformis är en insektsart som beskrevs av Monserrat 1989. Semidalis nimboiformis ingår i släktet Semidalis och familjen vaxsländor. Inga underarter finns listade i Catalogue of Life.